# سرمربی

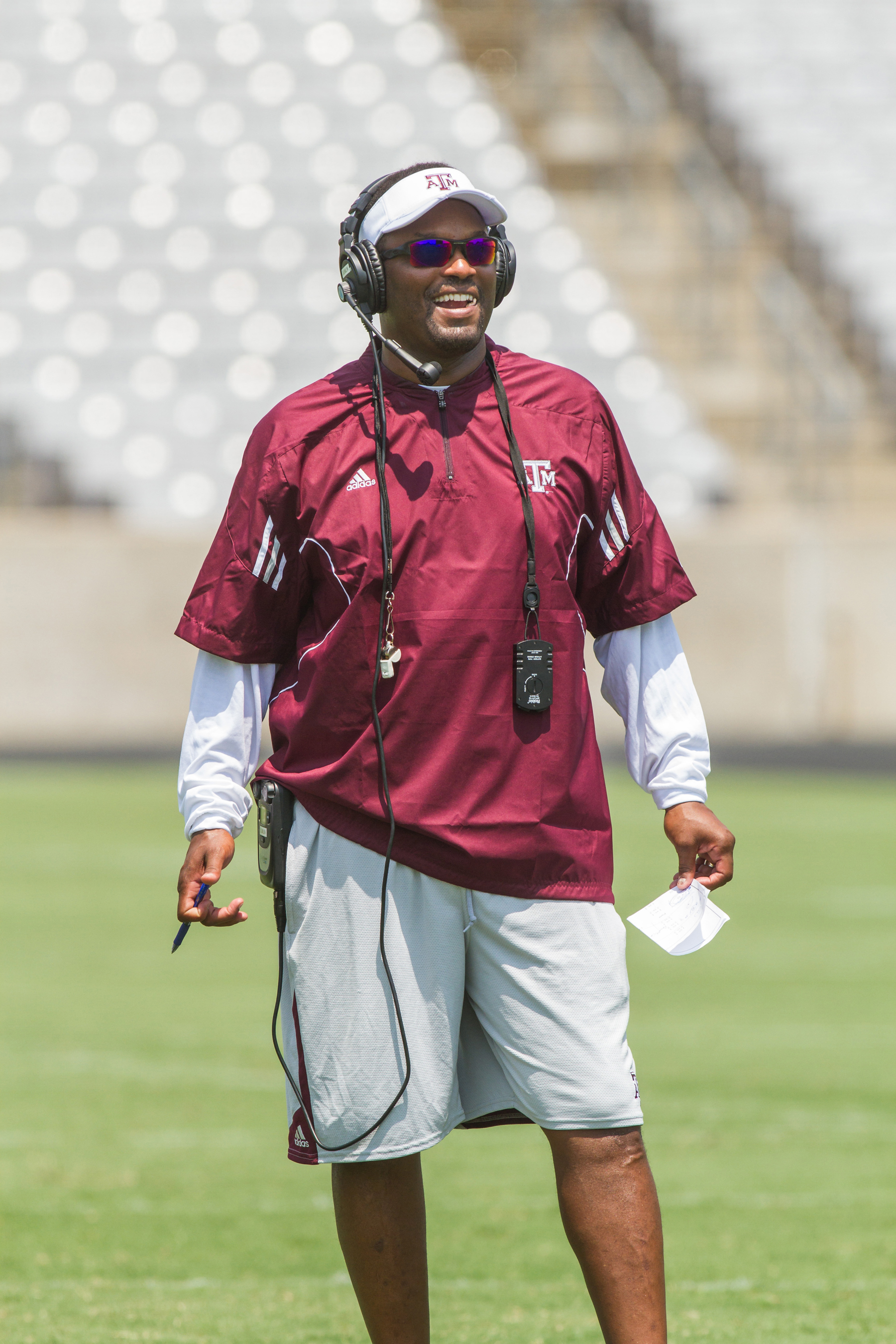
کوین ساملین، سرمربی فوتبال، تگزاس

یک سرمربی (به انگلیسی: Manager یا Head coach) وظیفه آموزش، هدایت و رهبری گروهی از ورزشکاران حرفه‌ای را بر عهده دارد. آنها معمولاً مشخصات عمومی بیشتری دارند و نسبت به سایر مربیان دستمزد بیشتری دریافت می‌کنند. در مناطق و ورزش‌های مختلف یک سرمربی ممکن است با عنوان‌های دیگری شناخته شود.
یک سرمربی معمولاً شرایط تیم را به یک مدیر ورزشی یا مدیر کل گزارش می‌دهد. سایر مربیان معمولاً تابع سرمربی تیم هستند، مانند مربی دروازبانان در فوتبال.

## فوتبال
در فوتبال، سرمربی مانند هر ورزش دیگری وظایفی دارد. به عنوان مثال، در کشورهای اروپایی و به‌ویژه در فوتبال انگلستان، یک سرمربی با عنوان «Head coach» شخصی است که معمولا کادر مربیگری تیم را انتخاب می کند و شخصی که معمولا در کنار این وظیفه یا جدای از آن، اختیارات بیشتری اعم از پیشنهاد جذب بازیکن و مذاکره در قراردادها را دارد و با یک مدیر ورزشی همکاری می‌کند بیشتر با عنوان «Manager» (مدیر و رهبر تیم) شناخته می‌شود. در زبان فارسی معمولا برای دو اصطلاح Manager و Head coach تمایزی وجود ندارد و هردو با عنوان «سرمربی» توصیف می‌شوند.